# Association québécoise des marionnettistes
Pour les articles homonymes, voir AQM.
 (juillet 2012).
Si vous disposez d'ouvrages ou d'articles de référence ou si vous connaissez des sites web de qualité traitant du thème abordé ici, merci de compléter l'article en donnant les références utiles à sa vérifiabilité et en les liant à la section « Notes et références ».
L'Association québécoise des marionnettistes (AQM) est l'association des marionnettistes du Québec.
L'association a été fondée en septembre 1981. En 1986, elle devient membre de l'UNIMA (Union internationale de la marionnette). L'AQM devient dès lors la représentante québécoise de l'UNIMA-Canada (Section Québec). Depuis 2018, l'AQM a rejoint les locaux de la MIAM (Maison Internationale des Arts de la Marionnette), dont elle est un membre fondateur, au 30 avenue Saint-Just, à Outremont, Montréal.

## Membres
En 2012, l'AQM comptait près de 150 membres. Un répertoire des compagnies et des individus membres est disponible sur le site Web de l'association.

## Activités
L’association québécoise des marionnettistes a pour objectif de rassembler des artistes et travailleurs culturels du milieu marionnettique et de créer des espaces fertiles à la discussion, à la promotion et à l'évolution de l'art de la marionnette. Elle met sur pied des colloques et des stages de formations continue. L'association publie Le Fil d'Ariane, une infolettre bimensuelle qui fait une synthèse des activités marionnettiques québécoises, des formations, des appels d'offres et plus encore ainsi que la revue Marionnettes.

## Représentation à l'international
L’Association québécoise des marionnettistes est très présente à l'étranger. Elle a participé au 21e Congrès UNIMA à Chengdu, en Chine, du 27 mai au 3 juin 2012. Sa présence est régulière au Festival mondial des théâtres de marionnettes de Charleville-Mézières en France. Elle a aussi été présente à une exposition d’envergure des marionnettistes québécois à Tolosa et Barcelone en Espagne en 2009. Elle a aussi été représenté en Roumanie, au Mexique, à Cuba, en Allemagne, en République tchèque et en Australie.  